# Охо де Агва (Текамак)
Охо де Агва (шп. Ojo de Agua) насеље је у Мексику у савезној држави Мексико у општини Текамак. Насеље се налази на надморској висини од 2248 м.

## Становништво
Према подацима из 2010. године у насељу је живело 242272 становника.

### Хронологија
| Година       | 2000                  | 2005                   | 2010                     |
| ------------ | --------------------- | ---------------------- | ------------------------ |
| Становништво | 74143 (36283 / 37860) | 161820 (79266 / 82554) | 242272 (118007 / 124265) |

### Попис
| \| \| м \| \| \| ж \| \| 0—2 \| 7.111 \| \| \| 6.966 \| \| 3—5 \| 8.168 \| \| \| 8.013 \| \| 6—11 \| 16.007 \| \| \| 15.688 \| \| 12—14 \| 6.814 \| \| \| 6.585 \| \| 15—17 \| 6.278 \| \| \| 5.942 \| \| 18—24 \| 11.317 \| \| \| 12.346 \| \| 60+ \| 5.226 \| \| \| 6.537 \| \| Просек : \| 28,1 \| \| \| 29,1 \| |        |  |  |        |
| |        |  |  |        |
| | м      |  |  | ж      |
| 0—2 | 7.111  |  |  | 6.966  |
| 3—5 | 8.168  |  |  | 8.013  |
| 6—11 | 16.007 |  |  | 15.688 |
| 12—14 | 6.814  |  |  | 6.585  |
| 15—17 | 6.278  |  |  | 5.942  |
| 18—24 | 11.317 |  |  | 12.346 |
| 60+ | 5.226  |  |  | 6.537  |
| Просек : | 28,1   |  |  | 29,1   |

| #   | Индикатор                                                                                        | Вредност |
| --- | ------------------------------------------------------------------------------------------------ | -------- |
| 1   | Становништво од 0 до 2 године                                                                    | 14077    |
| 2   | Мушко становништво од 0 до 2 године                                                              | 7111     |
| 3   | Женско становништво од 0 до 2 године                                                             | 6966     |
| 4   | Становништво са 3 и више година                                                                  | 226585   |
| 5   | Мушко становништво са 3 и више година                                                            | 110099   |
| 6   | Женско становништво са 3 и више година                                                           | 116486   |
| 7   | Становништво са 5 и више година                                                                  | 215906   |
| 8   | Мушко становништво са 5 и више година                                                            | 104680   |
| 9   | Женско становништво са 5 и више година                                                           | 111226   |
| 10  | Становништво са 12 и више година                                                                 | 178709   |
| 11  | Мушко становништво са 12 и више година                                                           | 85924    |
| 12  | Женско становништво са 12 и више година                                                          | 92785    |
| 13  | Становништво са 15 и више година                                                                 | 165310   |
| 14  | Мушко становништво са 15 и више година                                                           | 79110    |
| 15  | Женско становништво са 15 и више година                                                          | 86200    |
| 16  | Становништво са 18 и више година                                                                 | 153090   |
| 17  | Мушко становништво са 18 и више година                                                           | 72832    |
| 18  | Женско становништво са 18 и више година                                                          | 80258    |
| 19  | Становништво од 3 до 5 година                                                                    | 16181    |
| 20  | Мушко становништво од 3 до 5 година                                                              | 8168     |
| 21  | Женско становништво од 3 до 5 година                                                             | 8013     |
| 22  | Становништво од 6 до 11 година                                                                   | 31695    |
| 23  | Мушко становништво од 6 до 11 година                                                             | 16007    |
| 24  | Женско становништво од 6 до 11 година                                                            | 15688    |
| 25  | Становништво од 8 до 14 година                                                                   | 34151    |
| 26  | Мушко становништво од 8 до 14 година                                                             | 17290    |
| 27  | Женско становништво од 8 до 14 година                                                            | 16861    |
| 28  | Становништво од 12 до 14 година                                                                  | 13399    |
| 29  | Мушко становништво од 12 до 14 година                                                            | 6814     |
| 30  | Женско становништво од 12 до 14 година                                                           | 6585     |
| 31  | Становништво од 15 до 17 година                                                                  | 12220    |
| 32  | Мушко становништво од 15 до 17 година                                                            | 6278     |
| 33  | Женско становништво од 15 до 17 година                                                           | 5942     |
| 34  | Становништво од 18 до 24 године                                                                  | 23663    |
| 35  | Мушко становништво од 18 до 24 године                                                            | 11317    |
| 36  | Женско становништво од 18 до 24 године                                                           | 12346    |
| 37  | Женско становништво од 15 до 49 година                                                           | 71726    |
| 38  | Становништво са 60 и више година                                                                 | 11763    |
| 39  | Мушко становништво са 60 и више година                                                           | 5226     |
| 40  | Женско становништво са 60 и више година                                                          | 6537     |
| 41  | Однос између мушкараца и жена                                                                    | 94.96    |
| 42  | Становништво од нуле до 14 година                                                                | 75352    |
| 43  | Становништво од 15 до 64 године                                                                  | 158224   |
| 44  | Становништво од 65 година и више                                                                 | 7086     |
| 45  | Просечан број деце                                                                               | 1.82     |
| 46  | Становништво рођено у ентитету                                                                   | 86994    |
| 47  | Мушко становништво рођено у ентитету                                                             | 42880    |
| 48  | Женско становништво рођено у ентитету                                                            | 44114    |
| 49  | Становништво рођено у другом ентитету                                                            | 152334   |
| 50  | Мушко становништво рођено у другом ентитету                                                      | 73666    |
| 51  | Женско становништво рођено у другом ентитету                                                     | 78668    |
| 52  | Становништво од 5 година и више резидентно у ентитету у јуну 2005. године                        | 170395   |
| 53  | Мушко становништво старосног доба од 5 година и више, резидентно у ентитету у јуну 2005. године  | 82592    |
| 54  | Женско становништво старосног доба од 5 и више година, резидентно у ентитету у јуну 2005. године | 87803    |
| 55  | Становништво од 5 година и више које је живело у другом ентитету у јуну 2005. године             | 43377    |
| 56  | Мушко становништво старије од 5 година које је живело у другом ентитету у јуну 2005. године      | 20912    |
| 57  | Женско становништво старије од 5 година које је живело у другом ентитету у јуну 2005. године     | 22465    |
| 58  | Становништво од 3 године и више које говори аутохтони језик                                      | 2300     |
| 59  | Мушко становништво старо 3 године и више које говори аутохтони језик                             | 1191     |
| 60  | Женско становништво старо 3 године и више које говори аутохтони језик                            | 1109     |
| 61  | Становништво од 3 године и више које говори аутохтони језик и не говори шпански језик            | 5        |
| 62  | Мушко становништво старо 3 године и више које говори аутохтони језик и не говори шпански         | 2        |
| 63  | Женско становништво старо 3 године и више које говори аутохтони језик и не говори шпански језик  | 3        |
| 64  | Становништво старо 3 године и више које говори аутохтони језик и шпански                         | 1870     |
| 65  | Мушко становништво старо 3 године и више које говори аутохтони језик и шпански                   | 975      |
| 66  | Женско становништво старо 3 године и више које говори аутохтони језик и шпански                  | 895      |
| 67  | Становништво од 5 година и више које говори аутохтони језик                                      | 2285     |
| 68  | Становништво од 5 година и више које говори аутохтони језик и не говори шпански језик            | 5        |
| 69  | Становништво од 5 година и више које говори аутохтони језик и говори шпански језик               | 1865     |
| 70  | Становништво у домородачким домаћинствима                                                        | 5790     |
| 71  | Становништво са ограничењима у активностима                                                      | 5336     |
| 72  | Становништво са ограниченим ходањем или кретањем, горе или доле                                  | 2459     |
| 73  | Становници са ограничењима вида, чак и уз кориштење сочива                                       | 1554     |
| 74  | Становништво са ограничењима говора, комуникације или конверзације                               | 458      |
| 75  | Становништво са ограниченим слухом                                                               | 459      |
| 76  | Становништво са ограничењима при одевању, купању или јелу                                        | 208      |
| 77  | Становништво са ограничењима у опажању или учењу једноставних ствари                             | 238      |
| 78  | Становништво са менталним ограничењима                                                           | 659      |
| 79  | Становништво без ограничења активности                                                           | 234081   |
| 80  | Становништво од 3 до 5 година које не похађа школу                                               | 6495     |
| 81  | Мушко становништво од 3 до 5 година које не похађа школу                                         | 3319     |
| 82  | Женско становништво од 3 до 5 година које не похађа школу                                        | 3176     |
| 83  | Становништво од 6 до 11 година које не похађа школу                                              | 521      |
| 84  | Мушко становништво од 6 до 11 година које не похађа школу                                        | 275      |
| 85  | Женско становништво од 6 до 11 година које не похађа школу                                       | 246      |
| 86  | Становништво од 12 до 14 година које не похађа школу                                             | 517      |
| 87  | Мушко становништво од 12 до 14 година које не похађа школу                                       | 286      |
| 88  | Женско становништво од 12 до 14 година које не похађа школу                                      | 231      |
| 89  | Становништво од 15 до 17 година похађа школу                                                     | 9600     |
| 90  | Мушко становништво од 15 до 17 година похађа школу                                               | 4870     |
| 91  | Женско становништво између 15 и 17 година живота у школи                                         | 4730     |
| 92  | Становништво од 18 до 24 године похађа школу                                                     | 7730     |
| 93  | Мушко становништво од 18 до 24 године похађа школу                                               | 3857     |
| 94  | Женско становништво од 18 до 24 године похађа школу                                              | 3873     |
| 95  | Становништво од 8 до 14 година које не може да чита и пише                                       | 310      |
| 96  | Мушко становништво старосног доба од 8 до 14 година које не може да чита и пише                  | 178      |
| 97  | Женско становништво старосног доби од 8 до 14 година које не може да чита и пише                 | 132      |
| 98  | Становништво од 15 година и више које је неписмено                                               | 1929     |
| 99  | Мушко становништво од 15 година и више које је неписмено                                         | 534      |
| 100 | Женско становништво од 15 година и више које је неписмено                                        | 1395     |
| 101 | Становништво старо 15 и више година без школовања                                                | 2784     |
| 102 | Мушко становништво старо 15 и више година без школовања                                          | 910      |
| 103 | Женско становништво старо 15 и више година без школовања                                         | 1874     |
| 104 | Становништво старосног доба 15 и више година са непотпуним основним образовањем                  | 6188     |
| 105 | Мушко становништво старосног доба од 15 година и више са непотпуном основним образовањем         | 2376     |
| 106 | Женско становништво старосног доба 15 и више година са непотпуном основним образовањем           | 3812     |
| 107 | Становништво старо 15 и више година са комплетним основним образовањем                           | 15839    |
| 108 | Мушко становништво старо 15 година и више са комплетним основним образовањем                     | 6450     |
| 109 | Женско становништво старо 15 и више година са комплетним основним образовањем                    | 9389     |
| 110 | Становништво старосног доба 15 и више година са непотпуним средњим образовањем                   | 6845     |
| 111 | Мушко становништво старосног доба од 15 година и више са непотпуним средњим образовањем          | 3731     |
| 112 | Женско становништво старосног доба од 15 година и више са непотпуним средњим образовањем         | 3114     |
| 113 | Становништво старо 15 и више година са пуним секундарном образовањем                             | 40458    |
| 114 | Мушко становништво старосног доба од 15 година и више са пуним секундарном образовањем           | 20134    |
| 115 | Женско становништво старосног доба од 15 година и више са пуним секундарном образовањем          | 20324    |
| 116 | Становништво старије од 18 година са постосновним образовањем                                    | 86242    |
| 117 | Мушко становништво старије од 18 година са постосновним образовањем                              | 42572    |
| 118 | Женско становништво старије од 18 година са постосновним образовањем                             | 43670    |
| 119 | Просечна оцена школовања                                                                         | 10.65    |
| 120 | Просечан ниво образовања мушке популације                                                        | 10.86    |
| 121 | Просечан ниво образовања женског становништва                                                    | 10.46    |
| 122 | Економски активно становништво                                                                   | 101647   |
| 123 | Економски активна мушка популација                                                               | 65818    |
| 124 | Економски активна женска популација                                                              | 35829    |
| 125 | Становништво које није економски активно                                                         | 76378    |
| 126 | Мушко становништво које није економски активно                                                   | 19867    |
| 127 | Женско становништво које није економски активно                                                  | 56511    |
| 128 | Запослено становништво                                                                           | 97423    |
| 129 | Запослено мушко становништво                                                                     | 62649    |
| 130 | Запослено женско становништво                                                                    | 34774    |
| 131 | Незапослена популација                                                                           | 4224     |
| 132 | Незапослена мушка популација                                                                     | 3169     |
| 133 | Незапослена женска популација                                                                    | 1055     |
| 134 | Становништво без права на здравствене услуге                                                     | 83668    |
| 135 | Становништво које има право на здравствене услуге                                                | 156515   |
| 136 | Становништво које има право на ИМСС                                                              | 103656   |
| 137 | Становништво које има право на социјално осигурање                                               | 28593    |
| 138 | Становништво које има право на државно социјално осигурање                                       | 1832     |
| 139 | Становништво које има право на опште осигурање или здравствено осигурање за нову генерацију      | 12555    |
| 140 | Становништво које је било једном или није било у браку током 12 година и више                    | 54909    |
| 141 | Венчано или уједињено становништво од 12 година и више                                           | 108693   |
| 142 | Становништво које је било у браку или уједињено 12 година и више                                 | 14739    |
| 143 | Становништво са католичком религијом                                                             | 197886   |
| 144 | Протестанти, еванђелисти и библијски следбеници различити од еванђелиста                         | 21738    |
| 145 | Становништво са другим религијама различитим од претходних                                       | 544      |
| 146 | Становништво без религије                                                                        | 11901    |
| 147 | Укупно пописаних домаћинства                                                                     | 66552    |
| 148 | Пописна домаћинства на челу са мушкарцима                                                        | 52722    |
| 149 | Пописна домаћинства на челу са женама                                                            | 13830    |
| 150 | Становништво у пописним домаћинствима                                                            | 240681   |
| 151 | Становништво у пописним домаћинствима на челу са мушкарцима                                      | 198293   |
| 152 | Становништво у пописним домаћинствима на челу са женама                                          | 42388    |
| 153 | Укупно домаћинстава                                                                              | 112607   |
| 154 | Укупно насељених домаћинстава                                                                    | 67072    |
| 155 | Укупно приватних кућа                                                                            | 112087   |
| 156 | Насељени приватни домови                                                                         | 66552    |
| 157 | Укупно насељених приватних кућа                                                                  | 67070    |
| 158 | Ненасељене приватне куће                                                                         | 31564    |
| 159 | Појединачна домаћинства за привремену употребу                                                   | 13971    |
| 160 | Становници у насељеним приватним кућама                                                          | 240681   |
| 161 | Насељеност станара у приватним становима                                                         | 3.62     |
| 162 | Просечно становника по соби у приватним насељеним домаћинствима                                  | 0.94     |
| 163 | Појединачна домаћинства са подовима од различитих материјала од земље                            | 64863    |
| 164 | Појединачна домаћинства у приземљу                                                               | 1253     |
| 165 | Појединачна домаћинства са једном спаваћом собом                                                 | 19058    |
| 166 | Појединачна домаћинства са две спаваће собе и више                                               | 47245    |
| 167 | Појединачна домаћинства са једним собом                                                          | 1205     |
| 168 | Појединачна домаћинства са две собе                                                              | 10005    |
| 169 | Појединачна домаћинства са 3 собе и више                                                         | 54987    |
| 170 | Појединачна домаћинства која имају електрично светло                                             | 66358    |
| 171 | Појединачна домаћинства која немају електрично светло                                            | 85       |
| 172 | Појединачна домаћинства која имају водоводну воду у стамбеном простору                           | 65918    |
| 173 | Појединачна домаћинства која немају водоводну воду у стамбеном простору                          | 334      |
| 174 | Појединачна домаћинства која имају тоалет                                                        | 66219    |
| 175 | Појединачна домаћинства која имају канализацију                                                  | 66108    |
| 176 | Појединачна домаћинства која немају канализацију                                                 | 97       |
| 177 | Појединачна домаћинства која имају електрично светло, довод воде из јавне мреже и канализацију   | 65656    |
| 178 | Појединачна домаћинства без икаквих услова                                                       | 87       |
| 179 | Појединачна домаћинства која имају радио                                                         | 59623    |
| 180 | Појединачна домаћинства која имају телевизор                                                     | 65751    |
| 181 | Појединачна домаћинства која имају фрижидер                                                      | 62228    |
| 182 | Појединачна домаћинства која имају машину за веш                                                 | 54520    |
| 183 | Појединачна домаћинства која имају аутомобил или комби                                           | 33740    |
| 184 | Појединачна домаћинства која имају рачунар                                                       | 28697    |
| 185 | Појединачна домаћинства која имају фиксну телефонску линију                                      | 38125    |
| 186 | Појединачна домаћинства која имају мобилни телефон                                               | 56257    |
| 187 | Појединачна домаћинства која имају приступ интернету                                             | 18545    |
| 188 | Величина локације                                                                                | 11       |